# Jason Cirone
Jason Cirone (21. února 1971 Toronto – 2. října 2024) byl kanadský hokejový útočník výšky 180 cm, váhy 95 kg.

## Hráčská kariéra
V roce 1989 byl draftován ve třetím kole draftu celkově 46. v pořadí týmem Winnipeg Jets. Za celou dobu strávenou ve Winnipegu odehrál v NHL pouhopouhé tři zápasy. 3. srpna 1993 byl nakonec vyměněn do Floridy Panthers. V jejím dresu nenastoupil k jedinému utkání. Od sezony 2000/2001 hraje v Evropě. Jednu sezonu odehrál v Německu za tým Frankfurt Lions, nejvíc utkání ve své kariéře odehrál za italský tým Asiago, kde hrál do sezony 2005/06. Po skončení sezony se vrátil zpět do zámoří, kde hrával sezonu 2006/07 v lize CHL v týmu Rio Grande Valley Killer Bees a v následující sezoně hrával lize IHL v týmu Flint Generals kde odehrál poslední sezonu v kariéře.
Reprezentoval Itálii na ZOH v Turíně v roce 2006.
Zemřel 2. října 2024 ve věku 53 let.